# The R.O.C.
The R.O.C. (Raps On Contact), właściwie Bryan Jones – amerykański raper i producent muzyczny, którego produkcje można usłyszeć na
 płytach takich artystów jak Axe Murder Boyz, Insane Clown Posse, Twiztid, Anybody Killa, Dark Lotus oraz Blaze Ya Dead Homie.
Były członek House of Krazees, HaLFBrEEd i Level Jumpers.

## Życiorys
The R.O.C. zaczął swoją historię z muzyką od grupy Strength Productions, w skład której oprócz Jonesa wchodził jego kuzyn Big Father Hightop oraz J HO. W 1989 wydali oni album "Rollin With Strength", wyprodukowany przez legendę Detroit, Esham'a na albumie gościnnie udzielili się Big J i E.X.P. Po wydaniu tej płyty grupę opuścił J Ho. Jak się później okazało, był to pierwszy i ostatni album nagrany przez Strength Productions.
Na początku 1993 roku Big J i E.X.P. poprosili The R.O.C. by wyprodukował i gościnnie udzielił się na ich (nieposiadającym jeszcze nazwy) albumie, na co Jones się zgodził. Po skończeniu wszystkich kawałków zdali sobie sprawę, że nagrali wspólnie całą płytę i jego planowany "gościnny" występ zakończył się udziałem na każdym tracku. Założyli wtedy nową wspólną grupę, a The R.O.C. opuścił Strength Productions. 
Jako że tym czasie ekipa nie posiadała jeszcze nazwy, postanowiono użyć delikatnie zmodyfikowaną nazwę starego filmu "House of Crazies" na który wpadli podczas wyprawy do lokalnej wypożyczalni wideo. W ten sposób powstała grupa House of Krazees w składzie Big J, E.X.P. i The R.O.C.

### House of Krazees
W oryginalnym składzie (The R.O.C., Hektic i Mr. Bones,) House of Krazees wydali 5 albumów oraz jeden w duecie The R.O.C. i Skrapz. Oprócz rapowania The R.O.C. był odpowiedzialny w znaczącej części za produkcję albumów grupy. Za jego zasługą w 1996 roku House of Krazees wystąpili jako support przed Insane Clown Posse podczas ich corocznego "Hallowicked" show a później na trasie "Milenko: All Up In Yo Face Tour". Pod koniec 1997 roku Hektic i Mr. Bones odeszli z Latnem Intertainment, podpisując kontrakt z Psychopathic Records jako Twiztid, natomiast The R.O.C. (który przyjął ksywę Sol) wraz z Skrapz'em nagrali i wydali w 1998 ostatni album House of Krazees, "The Night They Kame Home", po czym również odeszli z wytwórni Stepanenko.

### HaLFBrEEd
Za namową starego znajomego ze szkoły średniej Esham'a-Skrapz, Sol oraz raper Prozak postanowili założyć własną wytwórnię "Virus Independent". Ogłoszono, że label ten będzie wydawał albumy dwóch grup: HaLFBrEEd (Sol i Skarpz) oraz Bedlam (grupa Prozak'a). Pierwsze wydawnictwo grupy Halfbreed nosiło nazwę "Serial Killaz", niestety album nie sprzedawał się za dobrze, dlatego grupa zaczęła poszukiwania lepszego dystrybutora. W niedługim czasie podpisali kontrakt z wytwórnią Siccmade Records, należącą do Brotha Lynch Hung'a i we wrześniu 2000 roku został wydany drugi album HaLFBrEEd noszący nazwę "Kontamination". Dzięki Siccmade Records, "Kontamination" miał dwa razy większy zasięg dystrybucyjny niż "Serial Killaz". Niestety ze względu na problemy kontaktowe oraz finansowe grupa zerwała kontakt z Siccmade Records, jednak do tego czasu Sol i Skarpz mieli już znacznie większą rzeszę fanów w całym kraju.
Po sukcesie "Kontamination", grupa zaczęła sprzedawać mnóstwo albumów, dlatego zdecydowali się wydać reedycję "Serial Killaz" dla już znacznie większej grupy odbiorców. Ponowne wydanie debiutu okazało się strzałem w dziesiątkę ponieważ album sprzedawał się w znacznie większym nakładzie niż pierwsze wydanie, przez co "Virus Independent" stał się bardzo rozpoznawalnym labelem.
31 października 2000 HaLFBrEEd wydali kolejny album, zatytułowany "Rage of the Plague".
W międzyczasie Skarpz nawiązał kontakt z raperem o ksywie F.R.eeze, który wkrótce podpisał kontrakt z "Virus Independent" i w ten sposób powstała nowa grupa Level Jumpers, w skład której wchodzili Sol, Skarpz oraz F.R.eeze, natomiast duet HaLFBrEEd został rozwiązany.

### Level Jumpers
Level Jumpers odeszli od tworzenia Horrorcore'u na rzecz sztandarowego rapu, twierdząc że zmiana stylu została spowodowana innym światopoglądem na życie oraz poczuciem że muszą stworzyć coś nowego. W grudniu 2001 roku grupa wydała pierwszy wspólny album "Simply Complex", a roku później "The Red Pyramid", który jak się miało okazać był ostatnim wspólnym dziełem grupy.
Jeszcze w tym samym roku Sol i Skarpz wydali pożegnalny album HaLFBrEEd, "The End", który był swojego rodzaju zbiorem najlepszych kawałkach grupy, wzbogaconym dodatkowo o niepublikowane wcześniej tracki. Później drogi Sol'a o Skarpz'a się rozeszły.

### Powrót House of Krazees/Samhein Witch Killaz
W latach 2002–2007 przeplatały się informacje o możliwym powrocie House of Krazees, jednak w rozszerzonym składzie, pod nową nazwą Samhein Witch Killaz. Niestety bardzo niewiele z tych planów doszło do skutku min. wydano reedycje czterech płyt HOK oraz opublikowano jedynie 5 tracków Samhein Witch Killaz.
W międzyczasie The R.O.C. wydał albumy: "Bits & Pieces Vol. 1" (2004), "I'm Here EP" (2005) oraz "Oh Hell No"(2006).

### Psychopathic Records/Hatchet House
W 2006 roku The R.O.C. zaczął występować jako Hypeman Blaze Ya Dead Homie. W 2007 roku pojawił się na jego płycie Clockwork Gray nie tylko jako gość, ale również jako członek nowo powstałej grupy Zodiac Mprint (Blaze Ya Dead Homie i The R.O.C.), która jak dotąd nagrała tylko dwa kawałki. Wówczas zaczęły się spekulacje odnośnie do dołączenia The R.O.C. do rodziny Psychopathic Records.
18 stycznia 2008 w serwisie informacyjnym Weekly Freekly Weekly została podana oficjalna informacja że The R.O.C. podpisał kontrakt z wytwórnią Hatchet House, sub-labelu Psychopathic Records. W tym samym czasie poinformowano że jego nowy solowy album zatytułowany "Digital Voodoo" jest w trakcie nagrywania, a poprzedzać go będzie EP'ka "Welcome To The Darkside".
W sierpniu, podczas trwania trasy "The Opaque Brotherhood Tour", EP'ka "Welcome To The Darkside" została wydana jako materiał dostępny tylko i wyłącznie podczas tejże trasy oraz w oficjalnym sklepie internetowym, Hatchetgear.com-nigdy nie trafiła do oficjalnej sprzedaży.
Niestety niedługo później podano informację, że występ The R.O.C. podczas "Gathering Of The Juggalos" 2008 będzie jego ostatnim.
We wrześniu 2009 na swojej stronie Myspace, The R.O.C. ogłosił, że rezygnuje z nagrywania by poświęcić czas swojej rodzinie, jednak już w połowie roku 2010 wrzucił kolejny filmik na którym twierdzi że wraca do rapu, dając tym samym szanse na wydanie płyt Samhein Witch Killaz oraz Zodiac Mprint (nagrywanie płyty "Horrorscope" potwierdził podczas GOTJ 2010).

## Dyskografia

### Solowe Albumy
- X-Posed (1995, Latnem Records)
- Sol 46 Wormholes (2001, Virus Independent)
- Bits & Pieces Vol. 1 (2004, The R.O.C.)
- I'm Here EP (2005, Heavycore Records)
- Oh Hell No! (2006, Heavycore Records)
- Welcome To The Dark Side (2008, Hatchet House)
- Digital Voodoo (2017, Majik Ninja Entertainment)[5]

### House of Krazees
- Home Sweet Home (1993, Retro Horror Muzik)
- Homebound (1994, Retro Horror Muzik)
- Season of the Pumpkin (1994, Retro Horror Muzik) (1994, Latnem Intertainment)
- Outbreed (1995, Latnem Intertainment)
- Head Trauma (1996, Latnem Intertainment)
- Collectors Edition '97 (1997, Latnem Intertainment)
- The Night They Kame Home (1998, Latnem Intertainment)

### The Howse
- Esohpromatem (1998, Latnem Intertainment)

### HaLFBrEEd
- Serial Killaz (1999, Virus Independent/Siccmade Musicc)
- Kontaimination (2000, Virus Independent/Siccmade Musicc)
- Rage Of The Plaug (2001, Virus Independent)
- Serial Killaz (2001, New & Improved) (Virus Independent)
- The End (2002, Virus Independent)

### Level Jumpers
- The Red Pyrmamid (2001, Virus Independent)
- Simply Complex (2002, Virus Independent)

### Samhein Witch Killaz
- Nosferatu (2002, singel internetowy)
- In the Dark (album: "Fright Fest EP 2005", 2005)
- Spiderthing i Nightmares (album: "Cryptic Collection: Halloween Edition", 2006, Psychopathic Records)
- Inside Looking Out (album: "Clockwork Gray", 2007, Psychopathic Records)
- Bloodletting (niewydany)